# 柳清河 (沭河)
柳清河，也称柳河，位于中国山东省莒县西南部，为沭河右岸支流。原名“吕清河”，因元朝末年由一位叫吕清的人倡议开挖，故名。今柳清河发源于阎庄镇玉皇山，南流经二十里堡（原二十里堡乡）、浮来山镇和县城城阳街道西郊，最后于刘官庄镇徐家庄村入沭河。全长32.8公里，流域面积296平方公里。